# Regimiento Reforzado n.º 15 "Dragones"
El Regimiento Reforzado n.º 15 "Dragones" o 15.º Regimiento Reforzado "Dragones" fue una unidad militar chilena perteneciente a la V División de Ejército con asiento en la ciudad de Punta Arenas y estaba conformado por:
- 7.º Grupo de Artillería "Chorrillos".
- 6.º Grupo de Caballería Blindada "Dragones".
- 5.º Batallón de Telecomunicaciones "Patagonia".

Su aniversario es el día 20 de julio. En sus dependencias se encuentra la nueva 4.ª Brigada Acorazada "Chorrillos".
- Datos: Q9067528